# PRR35
PRR35‏ (Proline rich 35) هوَ بروتين يُشَفر بواسطة جين PRR35 في الإنسان.